# Buynita
La buynita és un mineral de la classe dels sulfurs.

## Característiques
La buynita és una sulfosal de fórmula química TlPb₁₄As₁₇S₄₀. Va ser aprovada com a espècie vàlida per l'Associació Mineralògica Internacional en el mes de setembre de l'any 2023, i encara resta pendent de publicació. Cristal·litza en el sistema monoclínic.
L'exemplar que va servir per a determinar l'espècie, el que es coneix com a material tipus, es troba conservat a les col·leccions mineralògiques del departament mineralògic-petrogràfic del Museu d'Història Natural de Viena (Àustria), amb el número de catàleg: NHMW-MIN-O2766.

## Formació i jaciments
Va ser descoberta a la pedrera Lengenbach, situada a la localitat de Binn, dins el districte de Goms (Valais, Suïssa), sent aquest indret l'únic a tot el planeta on ha estat descrita aquesta espècie mineral.